# Marozsán János
Marozsán János (Újfehértó, 1965. május 3. –) válogatott labdarúgó, középpályás. 1994 óta Németországban él. Lánya, Marozsán Dzsenifer olimpiai bajnok, német válogatott labdarúgó.

## Pályafutása

### A válogatottban
1990 és 1991 között négy alkalommal szerepelt a válogatottban.

## Sikerei, díjai
- Magyar bajnokság
  - bajnok: 1990–91
  - 3.: 1991–92

## Statisztika

### Mérkőzései a válogatottban
| Magyarország | Magyarország        | Magyarország                  | Magyarország  | Magyarország | Magyarország | Magyarország | Magyarország | Magyarország |
| #            | Dátum               | Helyszín                      | Hazai         | Eredmény     | Vendég       | Kiírás       | Gólok        | Esemény      |
| ------------ | ------------------- | ----------------------------- | ------------- | ------------ | ------------ | ------------ | ------------ | ------------ |
| 1.           | 1990. szeptember 5. | Budapest, Megyeri úti Stadion | Magyarország  | 4 – 1        | Törökország  | barátságos   | -            | 60'          |
| 2.           | 1991. február 19.   | Rosario, Central Stadion      | Argentína     | 2 – 0        | Magyarország | barátságos   | -            |              |
| 3.           | 1991. március 27.   | Santander, Sardinero Stadion  | Spanyolország | 2 – 4        | Magyarország | barátságos   | -            | 84'          |
| 4.           | 1991. április 3.    | Limassol                      | Ciprus        | 0 – 2        | Magyarország | Eb-selejtező | -            | 73'          |
|              | Összesen            |                               |               | 4            | mérkőzés     |              | 0            | gól          |